# Ramolaggio
Il ramolaggio in materia di processi fusori è la fase in cui vengono posizionate le "anime" e gli eventuali tasselli all'interno della forma. 
Il ramolaggio comprende anche la fase di pulizia della superficie che andrà ad accogliere il metallo fuso, la riparazione di eventuali imperfezioni di essa e la chiusura del materiale di formatura con la staffa superiore.